# 河野寿一
河野 寿一（こうの としかず、1921年1月30日 - 1984年12月30日）は、日本の映画監督。主に時代劇の監督として活躍。代表作に『新選組鬼隊長』、『紅顔の若武者 織田信長』、『風雲児 織田信長』などがある。

## 来歴
広島県安佐郡安古市町出身。新義州公立商業学校を経て、1943年に日本大学芸術学部映画科卒業後、新興キネマ大泉撮影所（現在の東映東京撮影所）助監督部に入社。大映東京撮影所を経て、1947年（昭和22年）に東横映画（現在の東映京都撮影所）に入社。
松田定次に師事し、助監督を経て1953年（昭和28年）に『アチャコ・エンタツちゃんばら手帖』で監督に昇進。1964年（昭和39年）2月1日に東映京都テレビプロダクションが設立されてテレビに転向するまでに43本の映画を手がけた。
テレビ界に転じてからは映画時代も多くコンビを組んでいた脚本の結束信二とのコンビで『新選組血風録』や『燃えよ剣』などの名作時代劇を世に送り出した。ほとんどの作品が結束とのコンビなのが特徴である。
酒好きが災いして糖尿病を患い、亡くなるまでの4年間は透析をするほどであった。
1984年（昭和59年）12月30日、心不全で死去。満63歳没。

## 監督作品

### 映画
- アチャコ・エンタツ ちゃんばら手帖（1953年、宝プロ） ※監督デビュー作
- 快傑黒頭巾（1953年、東映京都） ※大友柳太朗版
- 里見八犬伝 五部作（1954年、東映京都）
  - 里見八犬伝 第一部「妖刀村雨丸」（1954年、東映京都）
  - 里見八犬伝 第二部「芳流閣の龍虎」（1954年、東映京都）
  - 里見八犬伝 第三部「怪猫乱舞」（1954年、東映京都）
  - 里見八犬伝 第四部「血盟八剣士」（1954年、東映京都）
  - 里見八犬伝 完結篇「暁の勝鬨」（1954年、東映京都）
- 新選組鬼隊長（1954年、東映京都）
- 紅顔の若武者 織田信長（1955年、東映京都）
- 風雲児 織田信長（1959年、東映京都）
- 出世武士道（1961年、東映京都）

### テレビドラマ
- 忍びの者（1964年、NETテレビ系）
- つむじ風三万両（1964年、NETテレビ系）
- 新選組血風録（1965年、NETテレビ系） ※栗塚旭版
- われら九人の戦鬼（1966年、NETテレビ系）
- 俺は用心棒（1967年、NETテレビ系）
- 戦国無宿（1967年、読売テレビ系）
- 用心棒シリーズ 待っていた用心棒（1968年、NETテレビ系）
- 次郎長三国志（1968年、NETテレビ系）
- 用心棒シリーズ 帰って来た用心棒（1968年、NETテレビ系）
- 旅がらすくれないお仙（1968年、NETテレビ系）
- 花のお江戸のすごい奴（1969年、フジテレビ系）
- 用心棒シリーズ 俺は用心棒（1969年、NETテレビ系）
- 天を斬る（1969年、NETテレビ系）
- 燃えよ剣（1970年、NETテレビ系） ※栗塚旭版
- 遠山の金さん捕物帳（1970年、NETテレビ系） ※中村梅之助版
- 柳生十兵衛（1970年、フジテレビ系） ※山口崇版
- さむらい飛脚（1971年、NETテレビ系）
- 長谷川伸シリーズ 第5話「町のいれずみ者」（1972年、NETテレビ系）
- ご存知遠山の金さん（1973年、NETテレビ系） ※市川段四郎版
- 女・その愛のシリーズ（NETテレビ系）
  - 雁（1974年）
  - めし（1974年）
- 運命峠（1974年、関西テレビ系） ※田村正和版
- 影同心I・II（1975年、毎日放送系）
- 江戸を斬るII（1976年、TBS系） ※西郷輝彦版
- 達磨大助事件帳（1977年、テレビ朝日系）
- 吉宗評判記 暴れん坊将軍（1978年、テレビ朝日系）
- 若さま侍捕物帳（1978年、テレビ朝日系）
- 伝七捕物帳 第2シリーズ（1979年、日本テレビ系）
- 長七郎天下ご免!（1980年、テレビ朝日系）